# Manjeshwar
Manjeshwar o Manjeshwaram (malabar: മഞ്ചേശ്വരം) es una localidad del estado indio de Kerala perteneciente al distrito de Kasaragod.
En 2011, la localidad tenía 8742 habitantes. Es la capital nominal de uno de los taluk del distrito, aunque la sede administrativa del taluk se ubica en la vecina localidad de Uppala.
La localidad se ubica en el extremo septentrional de la costa del mar Arábigo de Kerala, en el límite con el vecino estado de Karnataka. Se sitúa unos 10 km al sur de Mangalore, sobre la carretera 66 que lleva a la capital distrital Kasaragod.